# ماريا إنيس
ماريا إنيس غيرا نونييز (بالإسبانية: María Inés Guerra)‏ (1 يوليو 1983 في غوادالاخارا بالمكسيك) وتعرف باسم ماريا إنيس  هي مغنية، ممثلة، عارضة أزياء، سيدة أعمال، مقدمة برامج، ومصممة مجوهرات مكسيكية ممثلة، عارضة أزياء، سيدة أعمال، مقدمة برامج، ومصممة مجوهرات مكسيكية. بدأت في التمثيل والغناء منذ طفولتها بأداء أدوار مسرحية بسيطة، بدأت حياتها العملية عندما وقعت عقدا مع تلفزيون الأزتيكا.

## حياتها

### حياتها المبكرة
ماريا إنيس هي ابنة أوسكار غيرا ولورا نونييز، ولها شقيقان توأم. خلال طفولتها كان لها ميول لامتهان مهن الترفيه، وتحديدا في الغناء والتمثيل. حيث شارك في عدة عروض، من أهمها النسخة المكسيكية من مقطوعة القطط  المبنية على كتاب الجرذ العجوز عن القطط العملية. بسبب ذلك لم تُعِر للدارسة أهمية كبيرة حيث لم تنهي مدرستها الثانوية إلا مع نهاية التسعينات، ثم تابعت دراستها بمعهد مونتيري للتكنولوجيا والتعليم العالي في تخصص العمارة والهندسة.

### مشاركتها في الأكاديمية
في 2002، اختيرت ماريا للمشاركة في برنامج الأكاديمية لاكتشاف المواهب الغنائية، حيث حصلت على آراء إيجابية من النقاد خلال فترة مشاركتها، لاسيما عند أدائها لأغنية ابن القمر لفرقة ميكانو. في الأخير حصلت على المرتبة العاشرة في مجموع ترتيب المشاركين.